# Cyclocephala divaricata
Cyclocephala divaricata är en skalbaggsart som beskrevs av Joly 2005. Cyclocephala divaricata ingår i släktet Cyclocephala och familjen Dynastidae. Inga underarter finns listade i Catalogue of Life.